# The Leftovers
The Leftovers est une série télévisée américaine en 28 épisodes de 52 minutes créé par Damon Lindelof et Tom Perrotta, diffusée entre le 29 juin 2014 et le 4 juin 2017 sur HBO et au Canada sur HBO Canada. Il s'agit de l'adaptation du roman Les Disparus de Mapleton de Tom Perrotta.
En France, la série a été diffusée en version originale sous-titrée du 30 juin 2014 au 5 juin 2017 sur OCS City et en version française du 6 décembre 2014 au 5 juin 2017 et rediffusée depuis le 2 décembre 2015 sur Canal+ Séries, au Québec, du 13 octobre 2014 au 22 juillet 2017 sur Super Écran ainsi que sur Z à compter du 20 novembre 2017, et en Belgique, du 5 janvier 2015 au 5 juin 2017 sur Be 1. Elle reste inédite en Suisse.

## Synopsis
Le 14 octobre 2011, deux pour cent des êtres humains ont disparu de la surface de la Terre de manière inexplicable. Les habitants de la petite ville de Mapleton sont confrontés à cette disparition lorsque nombre de leurs voisins, amis et amants s'évanouissent dans la nature en un instant.
Trois ans plus tard, la vie a repris son cours dans la bourgade dépeuplée, mais rien n'est plus comme avant. Personne n'a oublié ce qui s'est passé ni ceux qui ont disparu. Certains tentent de comprendre, d'autres d'oublier, ou de se souvenir. Chacun va devoir faire face à l'effondrement de ses croyances, au deuil.

## Distribution

### Acteurs principaux
- Justin Theroux (VF : Jérôme Pauwels) : Shérif Kevin Garvey
- Amy Brenneman (VF : Véronique Augereau) : Laurie Garvey
- Christopher Eccleston (VF : Lionel Tua) : Matt Jamison
- Margaret Qualley (VF : Kelly Marot) : Jill Garvey (saisons 1 et 2 - invitée saison 3)
- Chris Zylka (VF : Franck Lorrain) : Tommy Garvey
- Carrie Coon (VF : Virginie Méry) : Nora Durst
- Liv Tyler (VF : Marie-Laure Dougnac) : Megan Abbott (saison 1 - récurrente saison 2 - invitée saison 3)
- Ann Dowd (VF : Marie-Madeleine Burguet-Le Doze (1re voix) puis Josiane Pinson (2e voix)) : Patti Levin (saisons 1 et 2 - invitée saison 3)
- Regina King (VF : Laura Zichy) : Erika Murphy (saisons 1 et 2 - invitée saison 3)
- Charlie Carver (VF : Alexandre Nguyen) : Scott Frost (saison 1)
- Max Carver (VF : Alexandre Nguyen) : Adam Frost (saison 1)
- Michael Gaston (VF : Patrick Borg) : Dean (saison 1 - invité saison 3)
- Emily Meade (VF : Olivia Luccioni) : Aimee (saison 1)
- Annie Q (VF : Geneviève Doang) : Christine (saison 1 - invitée saison 3)
- Amanda Warren (VF : Annie Milon) : Lucy Warburton (saison 1)
- Janel Moloney (VF : Marie Diot) : Mary Jamison (saison 2 - récurrente saison 1 - invitée saison 3)
- Kevin Carroll (VF : Serge Faliu) : John Murphy, mari d'Erika (saison 2 et 3)
- Jovan Adepo (VF : Geoffrey Loval) : Michael Murphy, le fils d'Erika et John (saison 2 et 3)

Pour la deuxième saison, Justin Theroux, Amy Brenneman, Margaret Qualley, Chris Zylka, Carrie Coon et Christopher Eccleston sont les seuls acteurs réguliers qui sont de retour. 

En avril 2015, Regina King et Jovan Adepo décrochent un rôle principal alors que Darius McCrary et Steven Williams décrochent un rôle récurrent.

### Acteurs récurrents
- Frank Harts (en) (VF : Jean-Baptiste Anoumon) : Officier Dennis Luckey (saison 1)
- Paterson Joseph (VF : Lucien Jean-Baptiste) : Henry « Holy Wayne » Gilchrest Jr. (récurrent saison 1, invité saison 2)
- Danny Flaherty (VF : Fabrice Trojani) : Max (saison 1)
- Scott Glenn (VF : Bernard Tiphaine) : Kevin Garvey Sr. (récurrent saison 1 et 3, invité saison 2)
- Steven Williams (VF : Rody Benghezala) : Virgil (saison 2)
- Jasmin Savoy Brown (VF : Alice Taurand) : Evangeline « Evie » Murphy (saison 2, invitée saison 3)
- Darius McCrary (VF : Namakan Koné) : Isaac Rayney (saison 2)
- Lindsay Duncan (VF : Cathy Cerda) : Grace Playford (saison 3)

- Version française
  - Société de doublage : Dubbing Brothers[15],[16]
  - Direction artistique : José Luccioni[15],[16] (saison 1) ; Danièle Bachelet[16] (saisons 2 et 3)
  - Adaptation des dialogues : Patrick Taieb et Sébastien Michel[16]

 Source et légende : version française (VF) sur RS Doublage et Doublage Séries Database

## Production

### Fiche technique
- Titre : The Leftovers
- Création : Damon Lindelof et Tom Perrotta
- Réalisation : Peter Berg (pilote), Keith Gordon, Lesli Linka Glatter, Mimi Leder
- Scénario : Damon Lindelof (pilote), Tom Perrotta (pilote), Kath Lingenfelter, Jacqueline Hoyt, Elizabeth Peterson
- Photographie : Todd McMullen
- Montage :
- Musique : Max Richter (épisodes)
- Production : Damon Lindelof, Tom Perrotta, Ron Yerxa, Albert Berger, Peter Berg
- Société de production : Warner Bros. Television
- Langue originale : anglais
- Pays d'origine :  États-Unis
- Chaîne d'origine : HBO
- Date de la première diffusion : 29 juin 2014
- Nombre d'épisodes : 28
- Durée des épisodes : 52 minutes ; 72 minutes pour le pilote

Pour la deuxième saison les lieux d'action et de tournage se déplacent de l'État de New York vers le Texas.

### Conception
La série est créée par le « showrunner » Damon Lindelof, créateur et premier scénariste de Lost : Les Disparus, sur la base du roman Les Disparus de Mapleton de Tom Perrotta. La première saison est adaptée du roman, mais les deux suivantes sont une invention originale de Lindelof, assisté de  Perrotta.

## Épisodes

### Première saison (2014)
1. Pilote (Pilot)
2. Pingouins : 1, Nous : 0 (Penguins One, Us Zero)
3. Deux bateaux et un hélicoptère (Two Boats and a Helicopter)
4. B.J. et les A.C. (B.J. and the A.C.)
5. Gladys (Gladys)
6. Invité (Guest)
7. De l'appui pour des pieds fatigués (Solace for Tired Feet)
8. Cairo (Cairo)
9. Les Garvey au top (The Garveys at Their Best)
10. Le Retour du fils prodigue (The Prodigal Son Returns)

### Deuxième saison (2015)
Le 13 août 2014, la série est renouvelée pour une deuxième saison. Elle a débuté le 4 octobre 2015 et s'est conclue le 6 décembre 2015. La saison 1 couvrant entièrement le livre de Tom Perrotta, la saison 2 a un scénario inédit.
1. Axis Mundi (Axis Mundi)
2. Une question de géographie (A Matter of Geography)
3. Contrepartie (Off Ramp)
4. Autocollant orange (Orange Sticker)
5. Pas de place pour eux dans l’hôtellerie (No Room at the Inn)
6. Les Loupes (Lens)
7. Un adversaire très puissant (A Most Powerful Adversary)
8. Tueur international (International Assassin)
9. Dix treize (Ten Thirteen)
10. J'habite ici maintenant (I Live Here Now)

### Troisième saison (2017)
Le 10 décembre 2015, la série est renouvelée pour une troisième et dernière saison, diffusée du 16 avril 2017 au 4 juin 2017.
1. L'Évangile selon Kevin (The Book of Kevin)
2. Nora la damnée (Don't Be Ridiculous)
3. Le Mauvais Kevin (Crazy Whitefella Thinking)
4. Bonjour Melbourne (G'Day Melbourne)
5. Mission de sauvetage (It's a Matt, Matt, Matt, Matt World)
6. Retrouvailles (Certified)
7. L'Homme le plus puissant du monde (et son vrai jumeau) (The Most Powerful Man in the World (and His Identical Twin Brother))
8. L'Évangile selon Nora (The Book of Nora)

## Accueil

### A l'international
| Saison | Saison | Critiques          | Critiques          |
| Saison | Saison | Rotten Tomatoes    | Metacritic         |
| ------ | ------ | ------------------ | ------------------ |
|        | 1      | 82% (67 critiques) | 65% (42 critiques) |
|        | 2      | 94% (40 critiques) | 80% (22 critiques) |
|        | 3      | 99% (46 critiques) | 98% (17 critiques) |

La première saison est créditée de 65 % d'opinions positives sur Metacritic tandis que Rotten Tomatoes lui attribue un score de 81 %. La première diffusion aux États-Unis réalise une audience moyenne de 1,6 million de téléspectateurs par épisode.
Les deuxième et troisième saisons reçoivent un accueil triomphal des critiques, avec respectivement un score de 93 % et 99 % sur Rotten Tomatoes et de 80 % et 98 % sur Metacritic.
The Leftovers reste la série la mieux notée de toute la décennie 2010 sur Metacritic.

### En France
La première saison, très sobre et mélancolique, a été accueillie avec curiosité. Pour Première, celle-ci est « Parfois agaçante, parfois longuette, pas toujours facile d'accès, elle n'en demeure pas moins un exemple d'une originalité remarquable et d'une puissance émotionnelle et empathique assez rares ». Les critiques ont cependant été de plus en plus conquises au fil des trois saisons.
Pour Allociné, « The Leftovers est une série qui avance grâce à ses personnages, plus qu'à travers ses intrigues [...] Ce qui pourrait s'apparenter à de la lenteur n'est au fond qu'un goût des silences, des métaphores, traversé de fulgurances ».
The Leftovers est également bien accueillie dans les Cahiers du Cinéma, qui lui ont consacré plusieurs articles : « Mais la série la plus passionnante de l’été est pour l’instant The Leftovers […] Lindelof et Perrotta repoussent au maximum toute explication, évaporent le pitch. Ils jouent la déflation du fantastique pour mettre au premier plan l’omniprésence du manque et d’une tristesse inexpugnable […] il s’agit d’une logique d’écriture qui démultiplie les fragmentations, les échos et les brusques poussées, en un système d’oscillations qui fait doucement grossir sa résille d’émotions sans donner la moindre indication d’une limite. On ne sait pas où ça va, et c’est tout ce qu’on demande : une fiction où se perdre. ».
Sur Allociné, la note moyenne des critiques presse (toutes saisons confondues) est de 3,3/5, et la moyenne des spectateurs de 4,3/5, ce qui en fait la 40e série américaine la mieux notée de tous les temps.

## Distinctions

### Nominations
- Satellite Awards 2015 :
  - Meilleure série télévisée de genre
  - Meilleur acteur dans un second rôle dans une série télévisée pour Christopher Eccleston
  - Meilleure actrice dans un second rôle dans une série télévisée pour Ann Dowd

### Récompenses
- Critics' Choice Television Awards (2014) : Nouvelle série la plus fascinante[31]
- Hollywood Music in Media Awards (2014) : Meilleure musique (pour Max Richter)[32]
- Critics' Choice Television Awards (2016) : Meilleure actrice pour Carrie Coon
- Television Critics Association Awards (2017) : TCA Award for Individual Achievement in Drama pour Carrie Coon

## Produits dérivés

### Sorties DVD et disque Blu-ray
| Intitulé du coffret      | Nombre d'épisodes | Dates de Sortie DVD et disques Blu-ray | Dates de Sortie DVD et disques Blu-ray | Nombre de disques   | Nombre de disques | Société de distribution |
| Intitulé du coffret      | Nombre d'épisodes | États-Unis (Zone 1)                    | France (Zone 2)                        | États-Unis (Zone 1) | France (Zone 2)   | Société de distribution |
| ------------------------ | ----------------- | -------------------------------------- | -------------------------------------- | ------------------- | ----------------- | ----------------------- |
| The Leftovers - Saison 1 | 10                | 6 octobre 2015                         | 7 octobre 2015                         | 2                   | 3                 | Warner Home Video       |
| The Leftovers - Saison 2 | 10                | 9 février 2016                         | 27 avril 2016                          | 2                   | 3                 | Warner Home Video       |
| The Leftovers - Saison 3 | 8                 |                                        | 11 novembre 2017                       | 2                   | 3                 | Warner Home Video       |

### Radiographie
- « The leftovers : récit de ceux qui restent », sur France Culture, 21 août 2021.